# María Fernanda Rojas Mantilla
María Fernanda Rojas Mantilla (Villavicencio, 12 de mayo de 1974) es una política, comunicadora, profesora y abogada colombiana. En febrero de 2025 tomó posesión del cargo de Ministra de Transporte de Colombia, en el Gobierno de Gustavo Petro.

## Primeros años y estudios
Nació el 12 de mayo de 1974 en Villavicencio, Colombia. Desde pequeña, estuvo influenciada por su abuelo, Ramiro Mantilla Mantilla, un reconocido periodista de los Llanos que trabajó en medios como El Tiempo y El Espectador. Su relación con él despertó su interés por el periodismo y la política. Siguiendo esa vocación, estudió Comunicación Social y Periodismo en la Universidad de La Sabana, especializándose posteriormente en Opinión Pública en la Pontificia Universidad Javeriana. También es Abogada de la Universidad Jorge Tadeo Lozano
Continuó su formación con una maestría en Análisis de Problemas Políticos, Económicos e Internacionales en la Universidad Externado de Colombia.  En 2025 se mencionó en su perfil oficial que se encuentra cursando una maestría en Derechos Humanos y Derecho Internacional Humanitario en la Universidad Nebrija.

## Trayectoria
En su carrera política debutó como veedora distrital ante el Congreso de la República y secretaría general de la Alcaldía Mayor de Bogotá. Entre 2008-2011 fue edil de la localidad de Teusaquillo. Militó en el Polo Democrático hasta 2011 y de allí pasó a ser parte del movimiento Progresistas de Gustavo Petro.
Entre 2012-2013 fue directora del Instituto de Desarrollo Urbano durante la alcaldía de Gustavo Petro. Tras su salida pasó a integrar las filas del partido Alianza Verde.
Fue concejala de Bogotá en dos períodos no consecutivos en 2014-2015 y 2017-2023, y presidió dicha corporación en 2021. En su segundo periodo llegó a la curul en reemplazo de Antonio Sanguino quién renunció para aspirar al senado.

## Gobierno Petro
En 2024 fue elegida por Gustavo Bolívar como subdirectora del Departamento Administrativo para la Prosperidad Social durante la presidencia de Gustavo Petro. 
El 23 de enero de 2025 fue designada para ocupar el cargo de Ministra de Transporte tras de la renuncia de María Constanza García.